# Вери, Лео
Леонард Хуго (Лео) Вери (нидерл. Leonard Hugo (Leo) Wery; 27 марта 1926, Гаага — 29 августа 2019, Вассенар, Южная Голландия) — нидерландский хоккеист на траве, нападающий. Серебряный призёр летних Олимпийских игр 1952 года.

## Биография
Лео Вери родился 27 марта 1926 года в нидерландском городе Гаага.
Играл в хоккей на траве за ХХИС из Гааги.
В 1952 году вошёл в состав сборной Нидерландов по хоккею на траве на летних Олимпийских играх в Хельсинки и завоевал серебряную медаль. Играл на позиции нападающего, провёл 3 матча, забил 1 мяч в ворота сборной Пакистана.
По окончании игровой карьеры работал юристом в нефтяной компании Royal Dutch Shell Oil Company.
Умер 29 августа 2019 года в нидерландском городе Вассенар.